# 山本陽介
山本 陽介（やまもと ようすけ、1986年3月6日 - ） は、日本の作詞家、作曲家、編曲家、ギタリスト。東京都生まれ。元ROSARYHILL、元OLDCODEXのメンバー。

## 来歴
父親の影響で幼少期より音楽に触れ、3歳でアコースティック・ギターを始めた。
その後エレキ・ギターへ転向し、ギターの他、ギターボーカルやベース、ドラムなど多様な楽器でのバンド経験を経た後、2007年頃からプロギタリストとしての活動を開始。
以降、様々なアーティストのライブ・サポートやレコーディングへの参加、作曲・編曲等の楽曲提供などを行っている。
2009年から2010年2月にかけてはOLDCODEXの初期メンバーとして、また2009年にはROSARYHILLの正式メンバーとしてバンド活動も行っていた。
2015年にテレビアニメ『コンクリート・レボルティオ〜超人幻想〜』のエンディングテーマに起用されたインストゥルメンタル曲「The Beginning」でアーティスト・デビューを果たした。

## 人物
山本の父が大のビートルズ党であったため、山本は幼少期よりビートルズの楽曲に触れていた。
当時3歳の山本がジョン・レノンを気に入ったため、父からアコースティック・ギターを渡されたことがギターを始めたきっかけである。
ビートルズの他、ギルバート・オサリバンやローリング・ストーンズ、ビリー・ジョエル等に影響を受け音楽観を築いた。山本が最も尊敬するギタリストはキース・リチャーズである。
2010年以降は作曲家・ベーシストの黒須克彦と共に仕事をする機会が多く、黒須がオファーできる立場にいるレコーディングやライブにおいては、2014年4月の時点で約8割の現場でギターを任されていた。
2016年8月に開催された「Animelo Summer Live 2016 刻-TOKI-」では、2005年より始まった同ライブ史上初めて、ギタリストのアーティスト名義としての出演を果たしている。

## ディスコグラフィ

### シングル
山本陽介 feat. 玉置成実名義
| 発売日        | タイトル | 規格品番                                          |
| ------------- | -------- | ------------------------------------------------- |
| 2016年5月25日 | ALL-WAYS | LACM-14486 (アーティスト盤),LACM-14487 (アニメ盤) |

### コンピレーション
- TVアニメ『コンクリート・レボルティオ〜超人幻想〜』神化・傑作曲集(LACA-15533)
  - 2015年12月23日発売（ランティス）
    - The Beginning（instrumental）
      - テレビアニメ『コンクリート・レボルティオ〜超人幻想〜』エンディング・テーマ

## 提供作品
- 内田真礼
  - キミ行きEXPRESS（作曲）
- OLDCODEX
  - unfinished（作詞・作曲・編曲）
  - Know Orange（作曲・編曲）
  - sleepy seaside hamlet（作曲・編曲）
- 神谷浩史
  - CONNECT (Heart laid Boogie)
  - JAM packed TRAIN (Switch Back)
- 新谷良子
  - Piece of love（作曲・編曲）
- 閃光☆HANABI団 (駒形友梨, 渡部優衣, 上田麗奈, 大関英里, 浜崎奈々)
  - 咲くは浮世の君花火（作曲）
- 中川翔子
  - マシュマロ（作曲）
  - ホロスコープ（作詞・作曲・編曲）
- 田所あずさ
  - ALERT from THE END（作曲・編曲）
  - イッポーツーコー（作曲・編曲）
  - スーパースタールーザー（作曲・編曲）
  - Crying（編曲）
  - ころあるき（編曲）
- 茅原実里
  - 憧れは流星のように（作曲・編曲）
- 寺島拓篤
  - A DAY（作曲・編曲）
  - kaleido phantom（作曲・編曲）
- 森重樹一
  - 一人の世界に（作曲・編曲）
  - MY BLEEDING HEART（作曲・編曲）
- LiSA
  - アシアトコンパス（作曲・編曲）

## MV出演
- 内田真礼
  - Seasons Come, Seasons Go
- OLDCODEX
  - mono flontier
  - HEAVEN
  - The Misfit Go
- 新谷良子
  - ReTIME
  - Piece of love
- 寺島拓篤
  - evolve
- 森重樹一
  - 一人の世界に
  - 止まない雨の中で
  - STRANGE KINGDOM
- 山本陽介 feat.玉置成実
  - ALL-WAYS

## ライブサポート
- 藍井エイル
- ASCA
- ASKA
- Ado
- 家入レオ
- 石崎ひゅーい
- 宇都宮隆
- 内田真礼
- オーイシマサヨシ
- 大橋彩香
- 岡咲美保
- OLDCODEX
- 木村カエラ
- 草野華余子
- KELUN
- ゴスペラーズ
- こゑだ
- 佐咲紗花
- ZAQ
- G.Addict
- JUNNA
- 鈴木愛理
- 鈴木雅之
- スフィア
- 新谷良子
- 高垣彩陽
- 高垣彩陽＆豊崎愛生
  - LAWSON presents 高垣彩陽＆豊崎愛生 2マンライブ2024 “twinklux” （2024年4月28日)
- 茅原実里
  - Minori Chihara Xmas Party 2013（2013年12月23日[6]）
  - Minori Chihara Live Tour 2014 〜NEO FANTASIA〜（2014年4月19日 - 5月11日[7]）
  - MINORI CHIHARA LIVE 2014 "SUMMER DREAM 2"（2014年8月2日 - 3日[8]）
  - Minori Chihara 10th Anniversary Live 〜SANCTUARY〜（2014年11月18日[9]）
  - MINORI CHIHARA LIVE 2015 "SUMMER DREAM3"（2015年8月1日 - 2日[10]）
  - COUNTDOWN JAPAN 15/16（2015年12月28日[11]）
  - Minori Chihara Live Tour 2016 〜Innocent Age〜（2016年6月18日 - 7月18日[11]）
  - MINORI CHIHARA LIVE 2016 "SUMMER DREAM4"（2016年8月6日 - 7日[11]）
  - Minori Chihara Live Tour 2017 〜Take The Offensive〜（2017年4月16日 - 5月21日[11]）
  - MINORI CHIHARA LIVE 2017 "SUMMER DREAM 5"（2017年8月4日 - 6日[11]）
  - Minori Chihara Live 2017 〜BOUNENKAI〜（2017年12月27日[12]）
- 寺島拓篤
- ナオトインティライミ
- 中川翔子
- 中島卓偉
- 夏川椎菜
- 初音ミク
- 浜崎あゆみ
- halca
- V△LZ
- 日笠陽子
- BiSH
- ファーストサマーウイカ
- 降幡愛
- 松下洸平
- 水樹奈々
- 光岡昌美
- May'n
- meg rock
- メロキュア
- 武藤彩未
- 森重樹一
- 諸星和己
- 柚希礼音
- Liella!
- Little Glee Monster
- ReoNa
- hololive

## 演奏参加作品
- 藍井エイル
  - Raspberry Moon
  - ラピスラズリ
  - フラグメント
- 蒼井翔太
  - ブルーバード
  - UNLIMITED
  - Virginal
  - タッチ ツー テイク トリコ
  - Eclipse
- Afterglow
  - Hey-day狂騒曲
  - Scarlet Sky
  - ツナグ、ソラモヨウ
  - Jamboree! Journey!
  - Y.O.L.O!!!!!
  - COMIC PANIC!!!
  - ON YOUR MARK
  - Sasanqua
  - I love your way!
- 内田真礼
  - からっぽカプセル
  - Life is like a sunny day
  - クラフトスイートハート
  - +INTERSECT+
  - 魔女になりたい姫と姫になりたい魔女のラプソディー feat.上坂すみれ
  - c.o.s.m.o.s
  - ロマンティックダンサー
  - magic hour
  - Step to Next Star!!
  - クロスファイア
  - Seasons Come, Seasons Go
  - ストロボメモリー
  - YA-YA-YAN Happy Climax!
  - Excite the world!
- 内田雄馬
  - Comin' Back
- 神谷浩史
  - Such a beautiful affair
  - CONNECT (Heart laid Boogie)
  - 流れ星 (Starry BEAT)
  - JAM packed TRAIN (Switch Back)
  - my life my time (GLIND HOP)
  - Runaway Train (Not fade away)
- 黒崎真音
  - 刹那の果実
  - ハーモナイズ・クローバー
  - Emergence!
- Gero
  - BELOVED×SURVIVAL
  - 〜Outgrow〜
  - The Bandits
  - 心化論
  - やぶさか
  - 冷帯魚
  - 金曜日のおはよう
  - 慟哭のエピカ
  - Unlocked
  - 名古屋のデブ
  - OIRAN UTOPIA
  - アイ
  - モノクローム
  - Love-Letter
  - 道名津
  - you
  - へたらぶ
  - 楽ニナレマスカ
  - C.a.P.
  - 空の青さと思い上がり
- こゑだ
  - NoName
  - 学校
  - あそびましょ
- スフィア 
  - realove:REALIFE
  - LET・ME・DO!!
  - Hazy
  - Oh my gorgeous !!
- 田所あずさ
  - 　君との約束を数えよう
  - 　あおぞら
  - spit out
  - ALERT from THE END
  - イッポーツーコー
  - スーパースタールーザー
  - ころあるき
  - 1HOPE SNIPER
  - 世界が終わったあとの夜
  - ストーリーテラー
  - Pajama KINGDOM
  - Crying
  - Aiming for Utopia
  - イコール
- 茅原実里
  - Innocent Age
    - いつかのわたしへ
    - 視線の行方
    - あなたの声が聴きたくて
    - Love Blossom
    - はるかのわたしへ

  - 奇跡
  - 憧れは流星のように
  - sacrifice for dear
- 寺島拓篤
  - A DAY
  - life goes on
  - 雨に笑えば
  - スターテイル
  - Buddy,steady, go!
  - evolve
- TETSUYA
  - I WANNA BE WITH YOU
- 中川翔子
  - shortcake adventure
  - ホロスコープ
  - 僕らの未来
  - apple universe
  - souffle secret
  - millefeuille nights
  - ドリドリ
- 夏川椎菜
  - グレープフルーツムーン
  - HIRAETH
- Halca
  - センチメンタルクライシス
- 4U
  - LOVE AND DEVIL
- 水樹奈々
  - STAY GOLD
  - エデン
  - Angel Blossom
  - レイジーシンドローム
  - Clutch!!
  - エゴアイディール
  - 絶対的幸福論
  - UPSETTER
  - STAND UP
  - サーチライト
  - Get up! Shout!
  - 花、星、空 -reunion-

- 水瀬いのり
  - Million Futures
- 宮野真守
  - カノン
- 森重樹一
  - ELEVEN ARK
  - 一人の世界に
  - STRANGE KINGDOM
  - SET THE FRIDAY NIGHT ON FIRE
  - 止まない雨の中で
  - Que sera sera
  - WONDERLAND
  - HIGHER
  - NOTHING BUT LOVE
  - DICE!
  - 扉の鍵
  - STARTIN’AGAIN 2013
  - obsession
  - FORGIVE ME
  - GOOD OLD TIME ROCK’N’ ROLL
  - 12月のRAIN SONG
  - MY OBSESSION
  - 鮮やかな色彩
  - TODAY~同じ今日~
  - 一体全体
  - 俗物天国
  - EMPTY FEELING
  - 朝が来るまで
  - 君の心あるがままに
  - GRACE
  - MY BLEEDING HEART
  - 罪に溺れて
  - GRACE
  - 信じる道ならば
  - わだかまりの夜
  - ALL OR NOTHING
  - ROUTE16
  - 愛のボリューム
  - RU☆BY
  - CHANGE
  - ALWAYS BESIDE YOU
- Reol
  - エンド
- LiSA 
  - コズミックジェットコースター
  - 僕の言葉で
  - 虚無
  - Psychedelic Drive
  - halo-halo
  - rapid life シンドローム
  - FRAGILE VAMPIRE
  - アシアトコンパス
  - the end of my world
  - Believe in ourselves
  - Thrill,Risk, Heartless
- 渡辺麻友
  - ツインテールはもうしない
- XAI
  - SILENT BIRD

- スプラトゥーン3
  - 「Splatoon3 ORIGINAL SOUNDTRACK -Splatune3-」
- FINAL FANTASY BRAVE EXVIUS
  - Original Soundtrack
- TBS系 金曜ドラマ「ウロボロス~この愛こそ、正義。」
  - オリジナル・サウンドトラック
- 映画「ハニーレモンソーダ」
  - (オリジナル・サウンドトラック)